# دوفان دوغراف
دوفان دوغراف (بالإنجليزية: Devaun DeGraff)‏ (25 ديسمبر 1980 ببرمودا في المملكة المتحدة - ) هو لاعب كرة قدم بريطاني في مركز الوسط. شارك مع منتخب برمودا لكرة القدم. أما مع النوادي، فقد لعب مع Dallas Lightning ‏ وBermuda Hogges F.C. ‏ وNorth Village Rams ‏.

## مسيرته الكروية
لعب دوفان دوغراف خلال مسيرته الاحترافية مع ناديين في أربعة مواسم ولم يسجل خلالها أي هدف ضمن 39 مباراة. ولم يفز بأي موسم بالكأس أو بالدوري.
خاض دوفان دوغراف مسيرته مع North Village Rams ‏ في موسم 2006–07 لمدة موسم واحد، لم يشارك في أي مباراة ولم يسجل أي هدف. ثم انتقل إلى Bermuda Hogges F.C. ‏ في موسم 2007 واستمر معه طيلة ثلاثة مواسم، حيث شارك في 39 مباراة ولم يسجل أي هدف أيضًا.

## روابط خارجية
- دوفان دوغراف على موقع قاعدة بيانات كرة القدم.إي يو (الإنجليزية)
- دوفان دوغراف على موقع ناشيونال فوتبول تيمز (الإنجليزية)